# Sieb Posthuma
Sybrand Suardus Nicolaas (Sieb) Posthuma (Rotterdam,  26 juni 1960 – Amsterdam, 3 augustus 2014) was een Nederlands illustrator, schrijver en theatervormgever.

## Leven en werk
Posthuma studeerde aan de Rietveld Academie schilderen en grafiek. Na zijn afstuderen in 1987 ging hij werken als freelance illustrator. In het begin produceerde hij voornamelijk werk voor volwassenen. Zo maakte hij jarenlang tekeningen voor verschillende columnisten in HP/De Tijd. Voor NRC Handelsblad vervaardigde hij naast tekeningen in de bijlagen Cultureel Supplement en Agenda ruim tien jaar wekelijks een tekening over de politieke actualiteit. 
Naast zijn werk voor volwassenen begon Posthuma vanaf 1990 ook te tekenen voor kinderen, zoals illustraties voor diverse (prenten)boeken. In 2000 kreeg hij de opdracht van TNT Post om de kinderpostzegels van dat jaar te ontwerpen. Behalve tekeningen voor kranten en diverse tijdschriften en uitgeverijen maakte Posthuma ook animatiefilms voor Sesamstraat, cd-covers, omslagillustraties voor romans en affiches voor organisaties als Amnesty International en de Dierenbescherming. In 2013 ontwierp Posthuma de kerstzegel voor PostNL.
Zijn werk is uitgebracht in onder meer de Verenigde Staten, China, Japan, Frankrijk, Brazilië, Italië, Denemarken en Duitsland en wordt zowel internationaal als nationaal tentoongesteld.

### Rintje
In 2001 verscheen Posthuma’s eerste zelfgeschreven en -getekende prentenboek voor kinderen, over zijn foxterriër Rintje. In hetzelfde jaar begon hij voor NRC Handelsblad met een wekelijks verhaal met tekeningen over Rintje. Op basis van de Rintje-verhalen werd een theatervoorstelling ontwikkeld waarmee Posthuma met twee acteurs door het land reisde. De voorstelling is ook gespeeld op het Berlin Literaturfestival en voor scholieren in Suriname. Er werden vijf Rintje-boeken uitgebracht. In 2011 verscheen bij uitgeverij Querido een uitgebreide bundel naar aanleiding van het tienjarig jubileum van de wekelijkse Rintje-column. Eind 2014 verscheen een 26-delige animatieserie over Rintje op de Nederlandse en Belgische televisie. De serie is ook in Finland en China te zien. Bij uitgeverij Rubinstein verscheen in 2019 het Gouden Boek van Rintje, een bundel met drie prentenboeken.

### Boeken
Samen met prinses Laurentien werkte Posthuma aan een reeks boeken over Mr Finney. Het tweede boek in de reeks verscheen in februari 2011. Met Ted van Lieshout (winnaar Theo Thijssen-prijs 2009) maakte hij diverse prentenboeken, waaronder Van Ansjovis tot Zwijntje (nominatie Gouden Uil België 2007) en Spin op Sokken (Zilveren Griffel 2009) en met Marjet Huiberts ontwikkelde hij de serie over Aadje Piraatje (Zilveren Griffel 2010). In 2007 won Posthuma een Zilveren Penseel voor Feodoor heeft zeven zussen en in 2009 een Gouden Penseel voor Boven in een groene linde zat een moddervette haan, een bundel dierenfabels. Ook in 2009 maakte Posthuma met Ted van Lieshout, op uitnodiging van het CPNB, Koekjes!, het prentenboek voor de Kinderboekenweek 2009. In 2012 won Posthuma opnieuw een Gouden Penseel, deze keer voor de illustraties in Een vijver vol inkt, de mooiste kindergedichten van Annie M.G. Schmidt. Ter gelegenheid van de inhuldiging van koning Willem-Alexander in 2013 maakte hij met Francine Oomen het boekje Wat zou jij doen als je koning was?

### Bestseller 60
| Boeken met noteringen in de Nederlandse Bestseller 60 | Jaar van verschijnen | Datum van binnenkomst | Hoogste positie | Aantal weken | Opmerkingen                               |
| ----------------------------------------------------- | -------------------- | --------------------- | --------------- | ------------ | ----------------------------------------- |
| Koekjes!                                              | 2009                 | 14-10-2009            | 1(2wk)          | 4            | in samenwerking met Ted van Lieshout      |
| Mr. Finney en de wereld op zijn kop                   | 2009                 | 04-11-2009            | 5               | 13           | in samenwerking met Laurentien van Oranje |
| Mr. Finney en de andere kant van het water            | 2011                 | 16-02-2011            | 49              | 1            | in samenwerking met Laurentien van Oranje |
| Een vijver vol inkt                                   | 2011                 | 10-10-2012            | 49              | 1            | in samenwerking met Annie M.G. Schmidt    |
| Ridders, op uw plaatsen... start!                     | 2013                 | 25-09-2013            | 13              | 4            | in samenwerking met Marjet Huiberts       |
| Aadje Piraatje viert feest                            | 2014                 | 03-09-2014            | 27              | 5            | in samenwerking met Marjet Huiberts       |

### Theater
In 2005 begon Posthuma met het ontwerpen voor theater. Zijn eerste opdracht was het ontwerp van het decor voor het Diaghilev Festival in Groningen. Voor het grote en nieuwe sprookjesballet Coppelia van Het Nationale Ballet (2008) was hij verantwoordelijk voor het decorontwerp en de kostuums. Een reprise van deze productie vond plaats tijdens de kerstperiode in 2010. Van Posthuma’s zelfgeschreven prentenboek Mannetje Jas werd in 2011 een bewerking gemaakt voor theater. Posthuma ontwierp voor deze productie ook de kostuums en het decor. In 2013 ging de opera Mr Finney in première, op basis van de boeken die hij met prinses Laurentien ontwikkelde. In oktober van datzelfde jaar ging ook de musical Mr Finney van start.

### Tentoonstellingen
In 1998 exposeerde Posthuma met anderen in de Oxo Tower in Londen in het kader van The Great Challenge, een tentoonstelling over politieke spotprenten. Ter gelegenheid van de tentoonstelling over Alexander Calder in het Gemeentemuseum Den Haag maakte hij in 2012 een wandschildering in het museum en het boek De draad van Alexander. In september 2013 opende het Haagse Letterkundig Museum de overzichtstentoonstelling van het werk van Posthuma Een vijver vol inkt. Tegelijkertijd verscheen de biografie door Joukje Akveld, Sieb Posthuma: van toen, tot hier en nu verder.. 

### Prijzen
Drie keer werden omslagillustraties van Posthuma bekroond door de jury van de Best verzorgde boeken (in 1993, 1997 en 2010).
1997: The Silver Award van The American Society of Newspaper Design.
2002: Een Vlag en Wimpel voor Rintje.
2005: Een Vlag en Wimpel voor Peter en de Wolf.
2007: Een Zilveren Penseel voor Feodoor heeft zeven zussen.
2009: Een Gouden Penseel voor de bundel geïllustreerde dierenfabels Boven in een groene linde zat een moddervette haan.
2010: Een Vlag en Wimpel voor Aadje Piraatje.
2012: Een Gouden Penseel voor de illustraties in Een vijver vol inkt.

### Overlijden
Op 3 augustus 2014 overleed Posthuma op 54-jarige leeftijd.
- Bibliothèque nationale de France: cb156432438 (data)
- Digitale Bibliotheek voor de Nederlandse Letteren: post074
- Gemeinsame Normdatei: 1017018987
- International Standard Name Identifier: 0000 0003 7406 8342
- Library of Congress Control Number: nr2003011329
- Nationale Bibliotheek van Letland: 000204562
- Bibliotheek van het Japanse parlement: 01002316
- Nederlandse Thesaurus van Auteursnamen: 112540759
- RKD-Nederlands Instituut voor Kunstgeschiedenis: 115633
- Système universitaire de documentation: 170551350
- Virtual International Authority File: 54474062
- WorldCat: E39PBJbRjdG7XgPxhtKKmwtVG3